# ZooAmerica
Koordinaten: 40° 17′ 16,8″ N, 76° 39′ 5,4″ W
Der ZooAmerica ist ein Zoo, der sich in Hershey im US-Bundesstaat Pennsylvania befindet. Er liegt in einer Entfernung von rund 20 Kilometern östlich von Harrisburg. Der Zoo ist auf die Haltung nordamerikanischer Wildtiere spezialisiert, weshalb er den Zusatz North American Wildlife Park führt. Er ist Mitglied der Association of Zoos and Aquariums (AZA).

## Geschichte
Dem aus Deutschland in die USA eingewanderten Ehepaar Zinner wurden zwölf Präriehunde geschenkt, die sie jedoch nicht artgemäß versorgen konnten. Sie kontaktierten im Jahr 1905 den Unternehmer Milton S. Hershey, der in Hershey einen Park neben seiner Schokoladenfabrik einrichtete und boten an, die Tiere als Attraktion im Park auszustellen. Hershey willigte ein und als ihnen kurz darauf von Freunden ein Bärenjungtier angeboten wurde, beschlossen sie, einen Zoo zu errichten. Mit weiteren Tieren wurde 1910 der Hershey Zoological Garden am Flüsschen Spring Creek eröffnet. Franz Zinner blieb bis zu seinem Tod 1920 als Tierpfleger im Zoo.
Im Laufe der Jahre wurden weitere Tiere angeschafft, darunter Löwen und Leoparden. In den 1930er Jahren wurde ein Vogelhaus gebaut, Reptilien angeschafft sowie zwei junge Elefanten aufgenommen. Als Hershey von den Kindern von Besuchern hörte, dass sie lieber Affen als Elefanten sehen wollten, beschloss er, die Elefanten wieder abzugeben.
1940 kamen mehr als 300.000 Besucher in den Zoo. Während des Zweiten Weltkriegs war der Zoo von Dezember 1942 bis Mai 1945 geschlossen. Das Zoopersonal wurde von 30 Mitarbeitern auf nur noch zwei reduziert. Nach der Wiederöffnung durchlief der Zoo wechselhafte Phasen mit Umgestaltungen und kurzen Schließungen. 1978 nannte sich der Tierpark ZooAmerica und konzentriert sich seitdem auf die Ausstellung der nordamerikanischen Fauna.
2011 schwoll der Spring Creek infolge des tropischen Wirbelsturms Lee stark an und überflutete fast den gesamten Zoo. Das Bisongelände war besonders stark betroffen und das Zoopersonal entschloss sich, zwei Bisons zu euthanasieren, die zu ertrinken drohten.

## Tierbestand und Anlagenkonzept
Im Zoo leben auf einer Fläche von rund 4,5 Hektar ca. 200 Tiere in rund 70 Arten. Es handelt sich dabei nahezu ausschließlich um Tiere, die in Nordamerika heimisch sind. Auf dem Gelände befinden sich die folgenden fünf großen Bereiche:  Southern Swamp, ein Feuchtgebiet; Great Southwest, eine trockene Steppenlandschaft;  Eastern Woodlands, ein dichtes Waldgebiet; Big Sky Country, eine Berg- und Gebirgslandschaft sowie Northlands, ein Tundragebiet der kalten Zonen. Diese Bereiche sind jeweils mit den für die entsprechenden Biotope typischen Tieren besetzt.

## Arterhaltungs- und Schutzprogramme

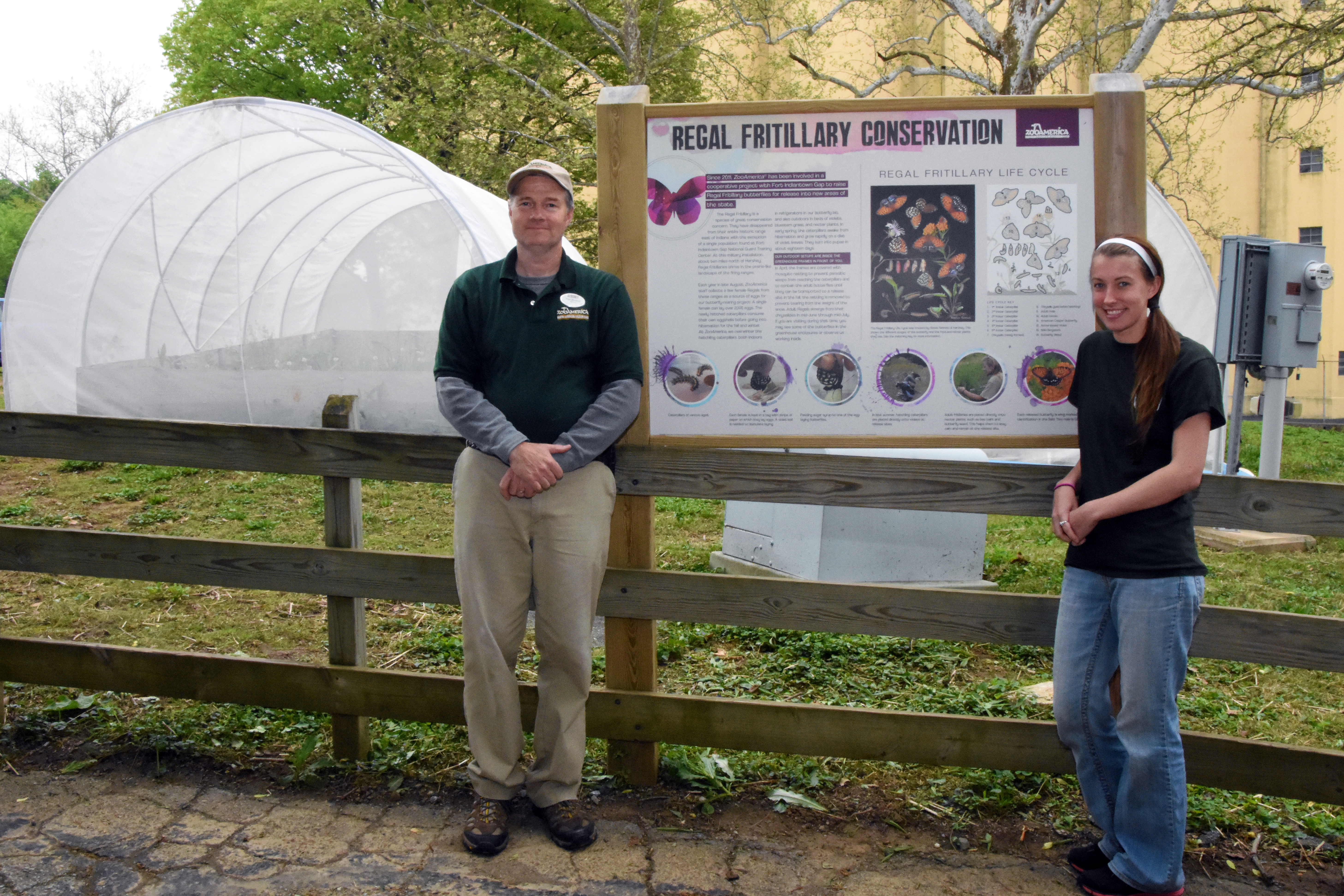
Aufzuchtstation für Speyeria idalia (Regal Fritillary Butterfly)

Der Milwaukee County Zoo beteiligt sich an einer Vielzahl von Arterhaltungs- und Schutzprogrammen weltweit. Im Rahmen des Species Survival Plan (SSP) erstellen Arbeitsgruppen von Wissenschaftlern und Zoologen Konservierungszuchtpläne, die die langfristige genetische Vielfalt von gefährdeten Arten unterstützen. Derzeit ist der Milwaukee County Zoo an elf SSP-Programmen von Tierarten beteiligt (Stand 2023).
Ein Projekt beschäftigt sich beispielsweise mit der Auswilderung der zu den Edelfaltern zählenden Tagschmetterlingsart Speyeria idalia (Regal Fritillary Butterfly), die in vielen Gegenden Pennsylvanias sehr selten oder verschwunden ist. Eine isolierte Population hat sich auf dem Truppenübungsplatz Fort Indiantown Gap erhalten. Dort wird in Zusammenarbeit mit Mitarbeitern des Forts seit 2011 jedes Jahr Ende August von ZooAmerica-Personal eine kleine Anzahl von weiblichen Faltern als Eierquelle für das Schmetterlingsprojekt im Freiland eingesammelt. Ein einzelnes Weibchen kann über 2000 Eier legen. Die neu geschlüpften Raupen überwintern im Zoo zum Teil in geschützten Bereichen im Freien oder in Kühlschränken in einem Schmetterlingslabor und werden im Frühjahr an ihren Veilchen-Nahrungspflanzen in Gewächshäusern im ZooAmerica bis zur Verpuppung weiterversorgt. Die frisch geschlüpften Schmetterlinge werden dann im Sommer zu einem geeigneten Ort transportiert und in die Freiheit entlassen.

## Galerie
Nachfolgende Bilder zeigen einige Tiere aus dem Bestand des ZooAmerica:

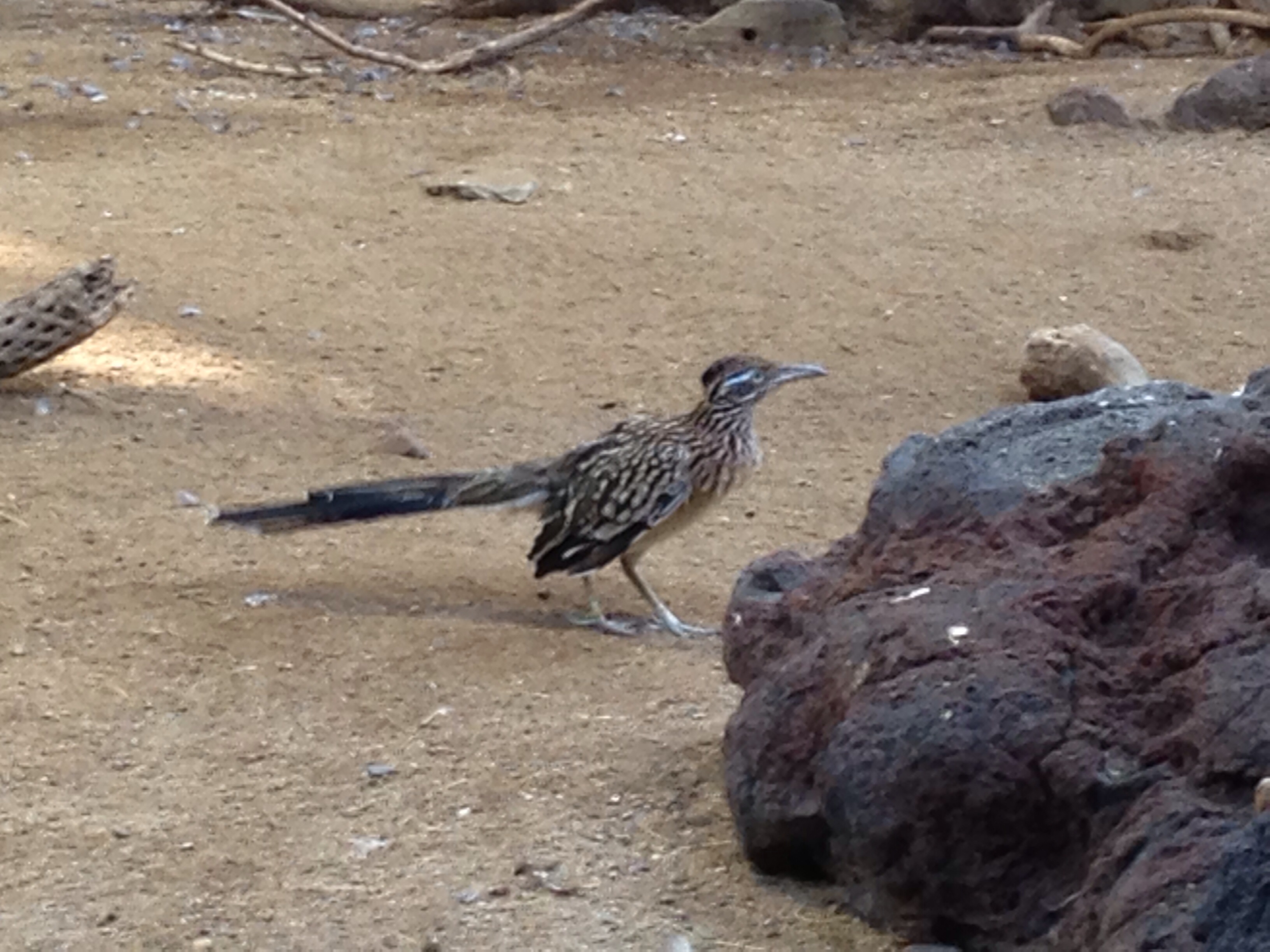
Großer Rennkuckuck
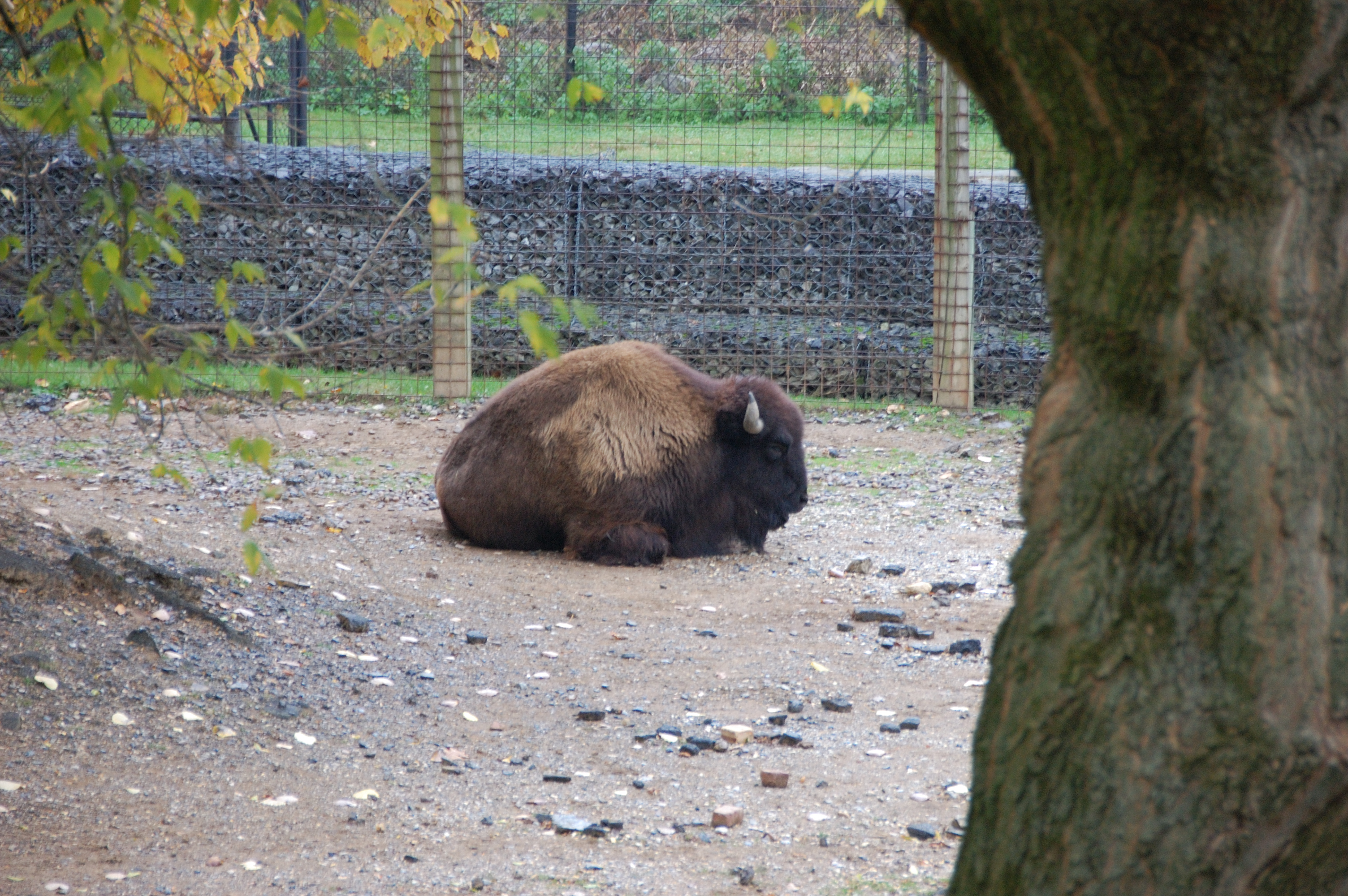
Amerikanischer Bison
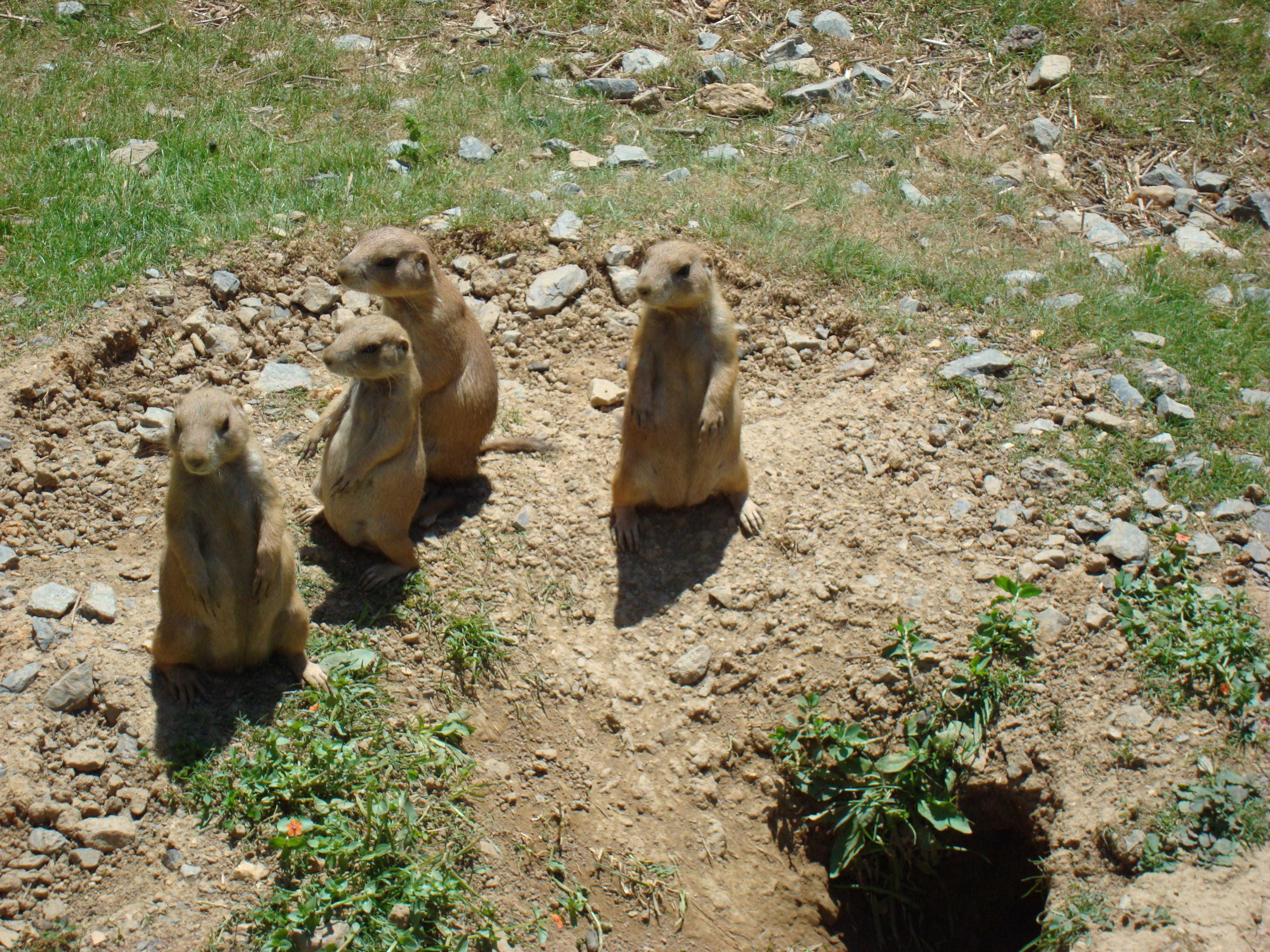
Schwarzschwanz-Präriehunde
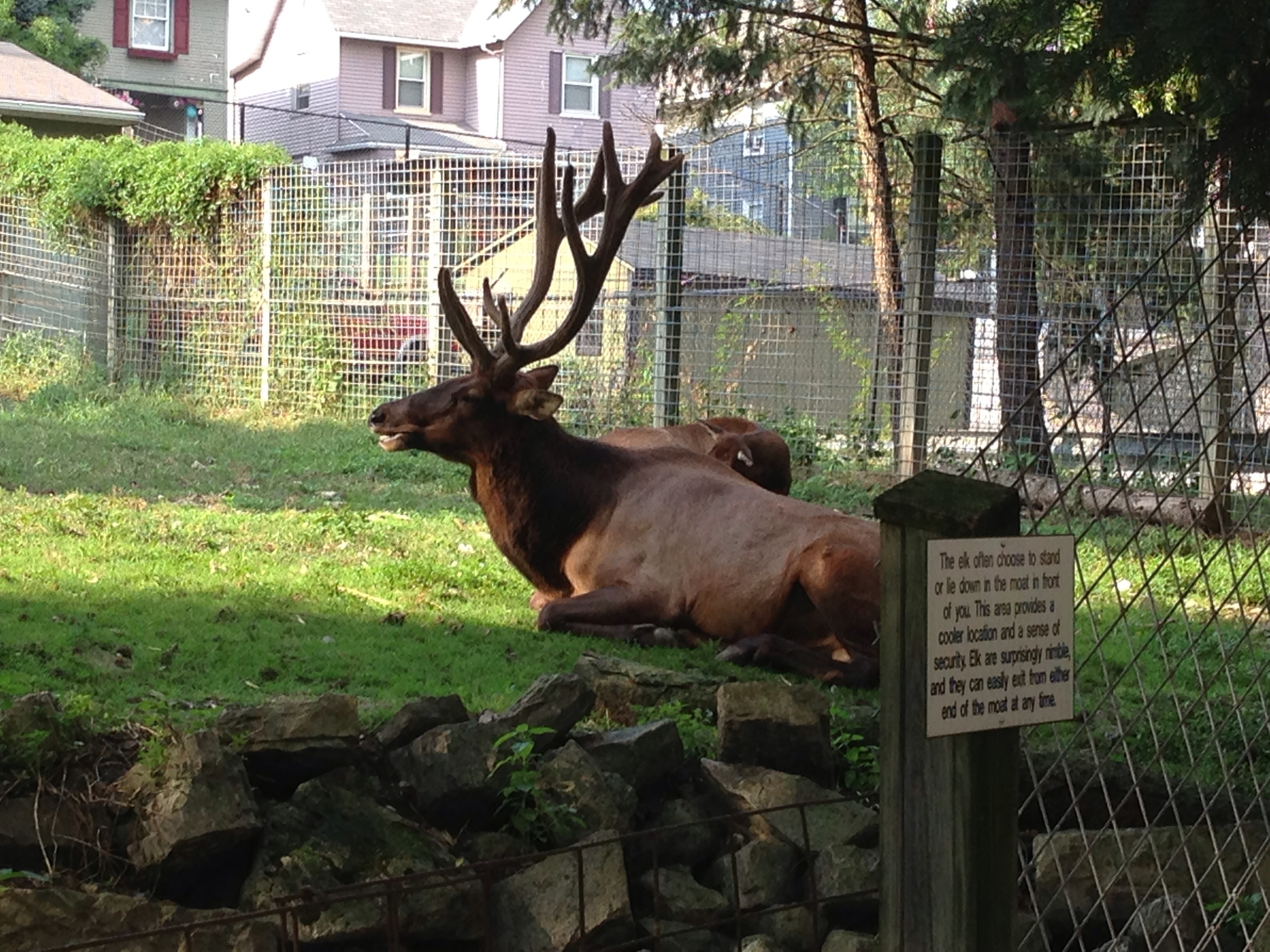
Wapiti